# Dumitru Șerban (sculptor)
Dumitru Șerban ( n. 3 iulie 1948, în Gura Ialomiței, Județul Ialomița) sculptor român. 

## Biografie
Studii: Institutul de Arte Plastice „Nicolae Grigorescu” București, specializarea sculptură, promoția 1977. Teză de doctorat: Sculptura de simpozion, fenomen al artei contemporane, coordonator științific prof. univ. dr. Constantin Prut, susținut în anul 2004

## Premii
- 1998 - Premiul Special al UAP România;
- 1999 - Marele Premiu pentru Sculptură - Arad;
- 2000 - Marele Premiu pentru Sculptură Monumentală - Arad (premiu finanțat de Consiliul Județean Arad);

### Premii speciale
- 1995 - Câștigătorul concursului de Artă Monumentală de la Kaiserslautern – Germania;
- 1996 - Premiul II la Concursul de Sculptură Monumentală - “Monumentul Infanteristului Român” București.

### Premii internaționale
- 1987 - Medalia de Aur la Expoziția “Dantesca” Ravena.
- 1996 - Trofeul Simpozionului Internațional Rachana Liban.
- 2000 - Diploma de onoare și Trofeul oferit de Guvernatorul din Aswan la Simpozionului Internațional de Sculptură - Aswan Egipt.
- 2000 - Trofeul pentru sculptură oferit de Ministerul Culturii din Egipt.
- 2000 - Premiul I și Premiul publicului la Simpozionul Internațional de Sculptură Le Pradet - Franța.

### Alte premii
- 1979 Premiul “Tineretului pentru Sculptură”;
- 1980 Premiul “Tineretului pentru Sculptură”;
- 1982 Premiul “Tineretului pentru Sculptură”;
- 1985 Premiul “Tineretului pentru Sculptură”;
- 2001 Premiul “Ion Bitan” - pentru excelența invenției formale;
- 2005 Premiul de excelență al Consiliului Județean Arad.

## Expoziții

### Expoziție personală desene
- 1979 - Expoziție Personală - Galeria “Alfa”

### Expoziție naționale
- 1979 - Expoziție de artă plastică faza Interjudețeană;
- 1981 - Expoziția Interjudețeană;
- 1986 - Bienala de Pictură și Sculptură - Dalles București;
- 1987 - Expoziția Interjudețeană Timișoara;
- 1988 - Exp. Republicană de Sculptură și Pictură - Dalles București;
- 1988 - Expoziție republicană - Salonul Bienal de Desen;
- 1995 - Salonul Național de Desen Arad;
- 1996 - Bienala de Sculptură Mică Arad;
- 1999 - Salonul Internațional de Desen Arad;
- 2002 - Salonul Bienal de Sculptură Mică Arad;
- 2003 - Salonul Bienal de Desen Arad;
- 2004 - Salonul anual de Iarnă Arad;
- 2005 - Bienala internațională de artă plastică Arad;

### Expoziții de grup
- 1978 - Expoziția Cenaclului Tineretului;
- 1978 - Expoziția Județeană a Cenaclului Tineretului;
- 1979 - Expoziția de Artă Plastică a Cenaclului Tineretului;
- 1979 - Expoziția de desene a sculptorilor participanți la Simpozionul de Sculptură “Zărand”;
- 1979 - Simpozion de Sculptură “Zarand”;
- 1979 - Expoziția Județeană a Cenaclului Tineretului;
- 1980 - Expoziția de Artă Plastică a Cenaclului Tineretului;
- 1980 - Expoziția “Estetica urbană arădeană”;
- 1980 - Expoziția de Artă Plastică a Cenaclului Tineretului “Copacul” ed. I;
- 1981 - Expoziția colectivă - Sibiu;
- 1981 - Expoziția Colectivă a Cenaclului Tineretului “Copacul” ed. II;
- 1981 - Expoziția Județeană a Cenaclului Tineretului;
- 1982 - Expoziția de Artă Plastică a Cenaclului Tineretului;
- 1982 - Expoziția Județeană a Tineretului;
- 1983 - Expoziția “Copacul” a Cenaclului Tineretului - Timișoara;
- 1984 - Expoziția Județeană a Tineretului;
- 1986 - Expoziția colectivă - “Estetica Urbană”;
- 1987 - Expoziția Filialei U.A.P. din Arad - Dalles București;
- 1988 - Tabăra de sculptură - Macea Arad;
- 1989 - Expoziția Filialei UAP Arad - Timișoara;
- 1999 - Școala de vară de la Techirghiol;
- 2001 Expoziția de sculptură „Actualitatea paradigmei Brâncuși“, Galeria „Triade“, Timișoara „Trei semne pentru mileniul III“;
- 2004 Expoziția „Lumina – fenomen fizic, motiv și simbol artistic”, Timișoara, Muzeul Banatului, Sala de marmură din Castelul Huniade.

### Saloane județene
- 1978 - Expoziția Județeană, “Arad, Trecut, Prezent și Viitor”;
- 1979 - Expoziția Județeană de Artă Decorativă;
- 1979 - Expoziția de Artă Plastică 17 Decembrie;
- 1980 - Expoziția de Artă Plastică - Salonul Județean;
- 1981 - Expoziția colectivă - Arad Galeria “Alfa”;
- 1981 - Salonul Anual Județean;
- 1981 - Expoziție colectivă - Arad Galeria “Alfa”;
- 1982 - Expoziția de Artă Plastică Județeană;
- 1986 - Expoziția Județeană de Artă Plastică;
- 1988 - Expoziție colecivă - Salonul Județean;
- 1988 - Expoziție Colectivă Omagială - Galeria Arta;
- 1988 - Expoziția anuală de Artă Plastică - Galeria Arta;
- 1988 - Expoziție anuală - “Salonul de Toamnă”;
- 1990 - Salonul Județean de Toamnă;
- 1991-2000 - Salonul Anual de Artă Plastică;
- 2001 - Salonul Anual de Artă Plastică, Arad;
- 2001 - Salonul Bienal Internațional de Desen, Arad;
- 2002 - Salonul Bienal de Sculptură Mică Arad;
- 2002 - Salonul anual de artă, Arad;
- 2003 - Salonul Bienal de Desen Arad;
- 2003 - Salonul Anual de Artă Arad;
- 2004 - Salonul Bienal de Sculptură Mică Arad;
- 2004 - Salonul Anual de Artă, Arad;
- 2004 - Salonul Anual al Artelor Vizuale, Timișoara, Secția de artă a Muzeului Banatului;
- 2005 - Salonul bienal de desen Arad;

### Saloane în străinătate
- 1995 - Expoziție personală Tranreut;
- 2000 - Expoziție personală de sculptură - “Le Pradet” - Toulon, Franța;
- 1981 - Expoziția de Artă Plastică Arădeană la Oroshaya - Ungaria;
- 1985 - Expoziția Filialei UAP Arad la Bekescsaba - Ungaria;
- 1989 - Expoziția de Artă Plastică - Zrenynin Iugoslavia;
- 1996 - Expoziția de Artă Plastică a Filialei UAP din Arad - Gyula Ungaria;
- 2003 Expoziția „26 artiști plastici din Timișoara”, Sediul Uniunii Artiștilor Plastici și Artiștilor Decoratori din Ungaria, Budapesta, Ungaria;
- 2004 Expoziția „26 artiști plastici din Timișoara”, Nyiregyhaza, Ungaria;
- 2004 Expoziția „26 artiști plastici din Timișoara”, Kisvarda, Ungaria;
- 2004 Expoziția „26 artiști plastici din Timișoara”, Szeged, Ungaria;
- 2004 Expoziția „26 artiști plastici din Timișoara”, Szentes, Ungaria;
- 2005 Expoziția artiști plastici din Timișoara, Budapesta, Ungaria;
- 2006 Expoziția artiști plastici din Timișoara, Szazhalombatta, Ungaria;
- 2006 Expoziția artiști plastici din Timișoara, Pecs, Ungaria;

### Expoziții colective (bienale, trienale,simpozioane)
- 1981 - Expoziția de Artă Plastică Arădeană la Oroshaza – Ungaria;
- 1982 - Expoziția de Artă Decorativă și Arhitectură - Ungaria;
- 1987 - Bienala de Sculptură Mică, Ravena Italia;
- 1987 - Exp. Republicană Salonul Bienal de Sculptură Mică și Desen;
- 1996 - Expoziția Internațională “Desen de sculptor” - Galeria Națională Budapesta;
- 1997 - Salonul Internațional de Desen Arad;
- 1998 - Salonul Internațional de Sculptură Mică Arad;
- 1999 - Salonul Internațional de Desen Arad;
- 2000 - Salonul Internțional de Sculptură Mică Arad;
- 2002 - Salonul Bienal Internațional de Sculptură Arad;
- 2003 - Salonul Bienal Internațional de Desen Arad;
- 2004 - Salonul Bienal Internațional de Sculptură Arad;
- 2005 - Bienala Internațional de Artă Contemporană Arad;
- 2006 - Grădina Triade, Parc de sculptură;

### Expoziții de artă românească
- 1992 - Expoziție de grup Beratzhaussen - Germania;
- 1992 - Expoziție de grup Regensburg - Germania;
- 1992 - Tabăra de Sculptură din Germania - Beratzhaussen;
- 1994 - Expoziția de Artă Plastică a Filialei UAP din Arad - Gyula Ungaria;
- 2006 Timișoara European Opening Art Exhibition, Budapesta;
- 2006 Romania, Another Beginning, Utrecht, Olanda;

### Participări la simpozioane
- 1975 - Simpozionul Național Călărași;
- 1979-1986 Simpozionul de Sculptură în Piatră de la Căsoaia Arad;
- 1980-1981 Simpozionul de Sculptură în Piatră din Parcul Malul Mureșului Arad;
- 1983 Simpozionul de la Macea Arad - sculptură în piatră;
- 1983 Simpozionul de Sculptură în Piatră de la Ineu Arad;
- 1977 - Simpozionul Național Turnu Severin;
- 1982 - Simpozionul Național - Costinești;
- 1996 - Simpozionul Național - Dej;
- 1997 - Simpozionul Național - Sângiorz Băi;
- 2006 - Simpozionul național de la Zeicani;
- 2007 - Simpozion național de la Zeicani;
- 2007 - Simpozion național de sculptură de la Drăgășani;
- 2007 - Simpozionul național de sculptură de la Sibiu;

### Participări la simpozioane în străinătate
- 1984 - Simpozionul Internațional de la Bekecsaba – Ungaria;
- 1985 - Simpozionul Internațional de la Villany - Ungaria;
- 1992 - Simpozionul Internațional de la Beratyhaussen - Germania;
- 1996 - Simpozionul Internațional de la Rachana - Liban Simpozionul Internațional de sculptură organizat de Centrul Cultural “George Apostu” - Bacău, România. Seminar internațional al societăților de gestiune a drepturilor de autor;
- 2000 - Simpozionul Internațional de la Aswan - Egipt;
- 2000 - Simpozionul Internațional Le Pradet Toulon – Franța;
- 2005 - Simpozionul Internațional „Plain Air“ de la Csongrad, Ungaria.

## Lucrări și cronică

### Lucrări de artă monumentală
- 1979 “PIATRĂ DE HOTAR” - Căsoaia (Muzeul în aer liber) - Arad - sculptură monumentală - piatră de Podeni;
- 1980 “CTITOR”- Arad - sculptură monumentală - travertine de Cărpiniș 1981 “PRAZNIC” - Căsoaia (Muzeul în aer liber) - Arad - sculptură monumentală - piatră de Viștea;
- 1982 „MIREASĂ” - Costinești - sculptură monumentală - travertin de Babadag;
- 1986 “TRON” - Macea - Arad, sculptură monumentală - piatră de Viștea;
- 1980 “APĂRĂTORUL CETĂȚII”- Parcul Malul Mureșului - Arad, sculptură monumentală - piatră de Podeni;
- 1982 “CTITOR”- Parcul Malul Mureșului - Arad, sculptură monumentală - piatră de Cărpiniș;
- 1985 “CUMPĂNA APELOR”- Villany - Ungaria, sculptură monumentală - marmură roșie și albastră;
- 1996 “PIATRĂ SACRĂ”- Rashana - Liban, sculptură monumentală - marmură;
- 1996 “ALTAR”- Dej - Cluj, sculptură monumentală - oțel inox;
- 1992 “NAȘTERE”- Beratzhausen - Germania, sculptură monumentală - marmură de Vrata;
- 1992 “OBELISC”- Beratzhausen - Germania, sculptură monumentală ambientală;
- 1992 “ÎNÂLȚARE”- Beratzhausen - Germania, sculptură monumentală ambientală;
- 1993 “SFERĂ MAGICĂ”- Beratzhausen - Germania, sculptură monumentală ambientală;
- 1994 “CUMPĂNA”- Beratzhausen - Germania, sculptură monumentală ambientală;
- 1994 “IN MEMORIAM”- Bekescsaba - Ungaria, sculptură monumentală - marmură de Suto;
- 1997 “PISANIE”III-IV- Centrul Cultural “George Apostu” Bacău, sculptură monumentală - calcar;
- 2000 “CASA PĂSĂRILOR” - Aswan - Egipt, sculptură monumentală - granit roșu și negru;
- 2000 “CASA PEȘTILOR”- Le Pradet - Franța, sculptură ambientală submarină - marmură;
- 2001 Voiteg - 50 de Ani de la deportarea în Bărăgan, monument comemorativ, Voiteg, Timiș;
- 2001 PISANIE”VI-VII- Miniș, jud. Arad, sculptură monumentală - marmură;
- 2006 ALTAR, Lemn stejar, sculptură monumentală, Zeicani;
- 2007 ALTAR, marmura, sculptură monumentală, Dragasani;
- 2007 Omul este masura tuturor lucrurilor (Fluierul lui Vasile),marmura, sculptură monumentală.

### Cărți publicate
- Dumitru Șerban Sculptura Ed. Triade, Ed. Universității de Vest, Timișoara, 2005;
- Dumitru Șerban Sculptura de simpozion, fenomen al artei contemporane, Ed. Universității de Vest Timișoara, 2005;
- Dumitru Șerban, Managementul organizațiilor profesionale din domeniul artelor vizuale, Ed. Universității de Vest Timișoara 2005;
- Dumitru Șerban, Sculptura de simpozion, fenomen al artei contemporane, Ed. Triade, Ed. Universității de Vest, Ediția II Timișoara, 2005.

### Articole publicate
- Dumitru Șerban, Facultatea de Arte Plastice, centru interferențiar euroregional, în Artă fără Frontiere, Orashaza, 2005;
- Dumitru Șerban, Managementul artelor vizuale, în Integrarea prin artă – educație, cultură și perspective socială a artei;
- Relația dintre oferta instituțională de artă, a pieței de muncă, a pieței de artă și rolul organizațiilor profesionale de artă, Editura Universității de Vest, Timișoara, 2006.

|  | ... Dumitru Șerban și-a definit un statut referențial la nivel de generație și epocă prin proteica infuzie în spațiu de volumetrii menite să confere ambianței funcționalități și semnificații multiple. Departe de orice retorică discursivă, sculpturile sale se angajează într-un activ dialog cu mediul în care se integrează, amplificândui sonoritățile. Ele determină și participă la un adevărat ceremonial ce se adresează în egală măsură simțurilor, tactilității și capacității noastre reflexive, trezindu-ne spontan antrenați spre mereu proaspete descoperiri și revelații. Medităm și respirăm în prezența unor compuneri statuare cu predispoziție către măreția monumentală,fertil comunicative, ce survin parcă dintr-un timp imemorial. Această atemporalitate nu le face vetuste, anacronice, ci dimpotrivă, le incumbă acea tonifiantă impresie de universalitate fastă, de viețuire sub ocrotitoare lumină. Evită tensiunile dramatice, angoasa, pentru a da câștig de cauză acelui superb sentiment al vieții trăită dârz, ferm, în puritate, nobilă demnitate și necurmată bucurie. Personalitatea pregnantă și originală a sculptorului Dumitru Șerban se completează fericit și exemplar cu resurse titanice consumate în avantajul cetății, conferind prestigiu academic și performanță unei unanim prețuite facultăți de artă, cu implicarea eficace în destinul vieții artistice din România prin stimularea activității de breaslă la nivelul filialelor, la care se adaugă o cuceritoare vocație comunicativă și disponibilitate afectivă a unui caracter integru, deschis, vital, instruit, dinamic, animat prioritar de pozitive impulsuri. | — Negoiță Lăptoiu |